# Hoplopleura edentula
Hoplopleura edentula är en insektsart som beskrevs av Fahrenholz 1916. Hoplopleura edentula ingår i släktet Hoplopleura och familjen gnagarlöss. Inga underarter finns listade i Catalogue of Life.